# Bannivka
Bannivka  (ucraniano: Баннівка) es una localidad del Raión de Bolhrad en el Óblast de Odesa de Ucrania. Según el censo de 2001, tiene una población de 1211 habitantes.